# Liste des souverains de Toscane

Le drapeau du grand-duché de Toscane après 1737.

La Toscane, dirigée d'abord par des margraves et des marquis aux IXe et Xe siècles, devint un ensemble de cité-États à statut républicain-oligarchique. Au XVe siècle, avec Cosme de Médicis, elle est progressivement réunifiée dans une seule entité politique et passe entre les mains de la famille des Médicis, l'une des plus puissantes durant la Renaissance. Cette famille a gouverné la Toscane du XVe au XVIIIe siècle.
Le grand-duché de Toscane est fondé officiellement au début du XVIe siècle, lorsque Cosme de Médicis (1519-1574) reçoit le titre de duc puis de grand-duc. Le grand-duché disparaît en 1801, lorsque Napoléon Bonaparte le transforme en royaume d'Étrurie. Le titre et le grand-duché renaissent en 1814, après l'effondrement napoléonien. L'un et l'autre perdurent jusqu'en 1860, date à laquelle le grand-duché est incorporé dans le nouveau royaume d'Italie. Cependant, le titre de grand-duc de Toscane perdure et est toujours porté par une branche cadette de la famille de Habsbourg-Lorraine.

## Margraves puis marquis de Toscane
Bonifacii
- Boniface Ier (812-813) ;
- Vacance (813-828) ;
- Boniface II (828-834), fils du précédent ;
- Aganus (835-845), hors dynastie ;
- Vacance (845-847) ;
- Adalbert Ier (847-884), fils de Boniface II ;
- Vacance (884-886) ;
- Adalbert II (886-915), fils d'Adalbert Ier ; sa fille Ermengarde est la mère  d'Anschaire, duc de Spolète ;
- Berthe, sa veuve, (régence) (915-920)[1], mère de Guy et Lambert (fils d'Adalbert II), et d'Hugues et Boson d'Arles (fils de Théobald) ;
- Guy (920-929), fils d'Aldabert II et demi-frère d'Hugues d'Arles par sa mère Berthe ;
- Lambert (929-931), frère de Guy et demi-frère d'Hugues d'Arles.

Maison d'Arles
- Boson (931-936), frère cadet d'Hugues d'Arles ;
- Hubert (936-961), duc de Spolète et marquis de Toscane, fils illégitime d'Hugues d'Arles ;
- Hugo (961-1001), fils d'Hubert et Willa de Spolète (fille de Boniface Ier ou II de Spolète, † 953) ; il semble le père de Willa, femme d'Arduin II d'Ivrée et bru d'Arduin d'Ivrée.

Divers
- Adalbert, comte de Bologne [né v. 945/955-† v. 1011/1012 ; issu des Hucpoldingi, neveu de Willa de Spolète et petit-fils de Boniface Ier ou II de Spolète († 953), par un fils de ce dernier : soit Tebaldo II (cf. le site MedLands), soit Ubaldo (cf. Wiki-it) ; mari de Bertila] ;
- Boniface (III), son fils, comte de Bologne (v.1004-† v. 1011/1012) ; Père ou oncle d'Ugo, comte de Bologne, duc de Spolète en 989-996 († av. 1056) ;
- Rainier (1014-1027), également duc de Spolète.

Maison de Canossa
- Boniface III ou IV (1027-1052), marquis de Canossa et de Toscane, fils de Tedaldo de Canossa (cf. MedLands) et Willa de Spolète (petite-fille de Boniface Ier ou II de Spolète († 953), et nièce de Willa de Spolète ci-dessus) ; Marié à Béatrice de Bar ;
- Boniface IV ou V / Frédéric de Toscane (1052-1055), leur fils ;
- Béatrice de Bar, régente (1055-1076) et son 2° époux Godefroi le Barbu (mort en 1069) et son gendre Godefroid le Bossu (mort en 1076) (deux ducs de Basse-Lotharingie) ;
- Mathilde de Toscane (1076-1115 ; née v. 1045 ; fille de Boniface III et Béatrice), et son second époux Welf II de Bavière (1089-1095).

## Président et Marquis
Après la mort de Mathilde, la Toscane est dirigée par des gouverneurs amovibles sous le titre de président et marquis.
- 1115-1124 : Guido Guerra II, fils adoptif de Mathilde ;
  - 1117-1119 : Rabod, vicaire impérial de San Miniato ;
  - 1118-1124 : Conrad de Scheiern, vicaire impérial ;
- 1124-1126 : Conrad de Scheiern ;
- 1126-1152 : Ulrich d'Attems ;
- 1129-? : Conrad ;
- 1130-? : Henri, président de Toscane, gendre de l'Empereur Lothaire de Supplinbourg ;
- 1130-? : Guido, marquis ;
- 1131-1134 Rampert, vicaire impérial ;
- 1135-1137 : Engelbert  d'Istrie ;
- 1135-1139 : Henri X de Bavière ;
- 1139-1151 : Ulrich, comte de Lenzburg ;
- 1152-1160 : Welf VI, frère de Henri X de Bavière ;
- 1160-1167 : Welf VII ;
- 1167-1171 : Welf VI ;
  - 1160-1163 : Rainald de Dassel, archevêque de Cologne, en compétition ;
  - 1163-1173 : Christian Ier von Buch, archevêque de Mayence, comme vicaire impérial.

### Margraves impériaux
- 1193-1195 : Conrad d'Urslingen ;
- 1195-1208 : Philippe de Souabe.

À la mort de l'empereur Henri VI en 1197, la Toscane échappe de facto au pouvoir impérial. Les villes s'unissent dans la Ligue toscane sous l'égide de Florence.
- Charles d'Anjou est nommé vicaire impérial pour la Toscane par le pape en 1267-1278.

Pour la suite, voir le Wikipedia italien.

## Seigneursde Florence de lamaison de Médicis

Armoiries des Médicis. Les fleurs de lys ont été ajoutées à partir de 1465 (concession de Louis XI).

- Cosme de Médicis (1389-1464), seigneur de facto (1434-1464) ;
- Pierre Ier de Médicis (1416-1469), seigneur de facto (1464-1469) ;
- Laurent de Médicis (1449-1492), seigneur de facto (1469-1492) ;
- Pierre II de Médicis (1471-1503), seigneur de facto (1492-1494), en exil après 1494 ;
- Restauration de la république (1494-1512) : 
  - Jérôme Savonarole (1452-1498) (1494-1498) ;
  - Pier Soderini (1452-1522), gonfalonier à vie (1502-1512) ;
- le cardinal Jean de Médicis (1475-1521), co-seigneur (1512-1513), élu pape en 1513 ;
- Julien II de Médicis (1478-1516), co-seigneur (1512-1516) ;
- Laurent II de Médicis (1492-1519), seigneur de Florence (1516-1519) ;
- le cardinal Jules de Médicis (1478-1534) (1519-1523), pape en 1523 ;
- Alexandre de Médicis (1510-1537), dit Alexandre le Maure, co-seigneur (1523-1527) ;
- Hippolyte de Médicis (1511-1535), co-seigneur (1523-1527) ;
- Restauration de la république (1527-1530) jusqu'au siège de Florence.
- Alexandre de Médicis, restauré (1530), créé duc de Florence en 1532.

## Ducs puis grands-ducs de Toscane de la maison de Médicis
Ducs puis grands-ducs de Toscane de la maison de Médicis :
- Alexandre de Médicis, duc de Florence (1532-1537)
- Cosme Ier de Toscane (1519-1574), duc de Florence (1537-1569), puis grand-duc de Toscane (1569-1574)
- François Ier de Médicis (1541-1587), grand-duc de Toscane (1574-1587)
- Ferdinand Ier de Médicis (1549-1609), grand-duc de Toscane (1587-1609)
- Cosme II de Médicis (1590-1621), grand-duc de Toscane (1609-1621)
- Ferdinand II de Médicis (1610-1670), grand-duc de Toscane (1621-1670)
- Cosme III de Médicis (1642-1723), grand-duc de Toscane (1670-1723)
- Jean-Gaston de Médicis (1671-1737), grand-duc de Toscane (1723-1737)

## Grands-ducs de Toscane de la maison de Habsbourg-Lorraine
Grands-ducs de Toscane de la maison de Habsbourg-Lorraine :
- François II (1708-1765), grand-duc de Toscane (1737-1765) ;
- Léopold Ier (1747-1792), grand-duc de Toscane (1765-1790) ;
- Ferdinand III (1769-1824), grand-duc de Toscane (1790-1801) et (1814-1824).

Le grand-duché de Toscane disparaît entre 1801 et 1814 pendant la période napoléonienne, avec la création d'un royaume d'Étrurie de 1801 à 1807 (deux rois : Louis Ier et Louis II) ; puis annexion à l'Empire français de 1807 à 1814 avec Élisa Bonaparte en tant que grande-duchesse de Toscane (« ayant le gouvernement général des départements de la Toscane », du 3 mars 1809 au 1er février 1814).
- Léopold II (1797-1870), grand-duc de Toscane (1824-1859) ;
- Ferdinand IV (1835-1908), grand-duc de Toscane (1859-1860).

Armes des Habsbourg-Lorraine, grands-ducs de Toscane.
Armes d'Élisa Bonaparte.

## Prétendants au titre de grand-duc de Toscane depuis 1860
- Ferdinand IV de Toscane (1860-1908) ;
- Joseph-Ferdinand de Habsbourg-Toscane, fils de Ferdinand IV de Toscane (1908-1921) ;
- Pierre-Ferdinand de Habsbourg-Toscane, fils de Ferdinand IV de Toscane  (1921-1948) ;
- Gottfried de Habsbourg-Toscane (1948-1984), fils du précédent ;
- Léopold-François de Habsbourg-Toscane (1984-1993), fils du précédent ;
- Sigismond de Habsbourg-Toscane (depuis 1993), fils du précédent.

Armes des Habsbourg-Toscane.